# Мухаммед Али Тауфик
Мухаммед Али-паша (9 ноября 1875 — 18 марта 1955) — египетский принц из династии Мухаммада Али, сын хедива Тауфика-паши и младший брат хедива Аббаса II Хильми. С 1892 года (после смерти отца) и до 1899 (рождение у его брата сына) был наследником престола. С 1936 по 1937 был регентом у несовершеннолетнего Ахмеда Фуада I. После революции в Египте и свержения монархии отправился в изгнание. Умер 18 марта 1955 в Лозанне.